# Туризм в Кёнджу
Туризм является основной отраслью экономики южнокорейского города Кёнджу. На сегодняшний день Кёнджу — культурный и туристический центр Южной Кореи,  в котором сохранилось обширное историко-культурологическое наследие древнекорейского государства Силла, столицей которого был Кёнджу.

## Наследие государства Силла

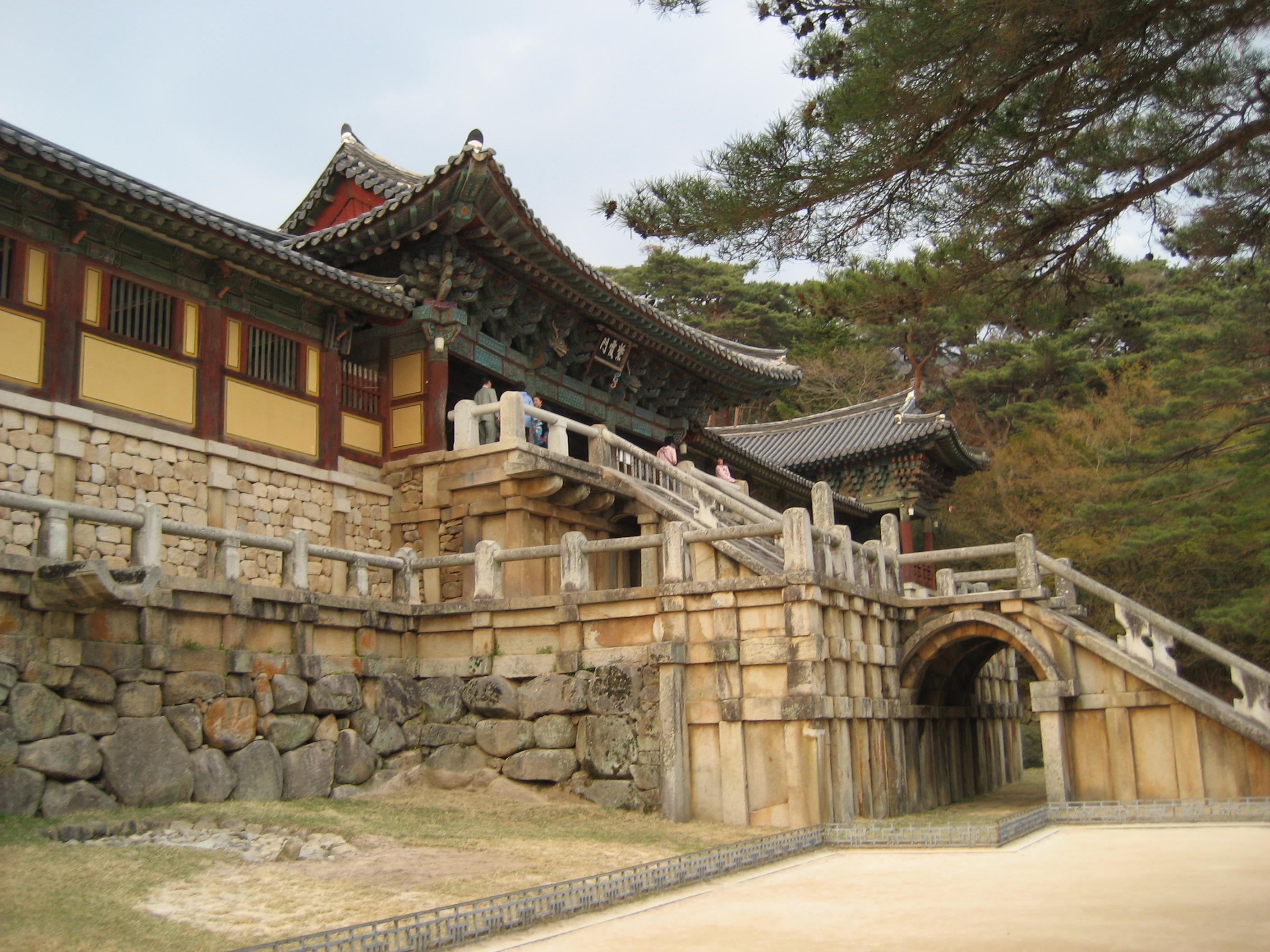
Храм Пульгукса.

Значительная часть наследия Силла находится в Национальном парке Кёнджу. Кроме того, в Национальный музей Кёнджу находится большое количество предметов старины, найденных в окрестностях города. Археологи и историки относят их к эпохе Силла. Многие из этих предметов входят в список Национальных сокровищ Кореи.
Некоторые из наиболее известных достопримечательностей Кёнджу тесно связаны с буддийскими традициями в Силла. Грот Соккурам и храм Пульгукса были первыми достопримечательностями в Корее, включёнными в список Всемирного наследия ЮНЕСКО (1995 год). На склонах горы Тохам расположены развалины храма Хваннёнса, который когда-то был самым большим в Корее. На скалах вокруг города, особенно на горе Намсан, находится множество высеченных в камне изображений Будд и бодхисаттв.
Керим, «Куриный лес», является местом, где находится комплекс королевских гробниц в центре Кёнджу. Недалеко расположены пруд Анапчи, сад с ручьём Пхосокчон, и обсерватория Чхомсондэ. С каждым из этих мест связано множество легенд.
Сохранилось несколько крепостей времён Силла — это прежде всего крепости Вольсон и Мёнхваль в центральной части города.

### Гробницы

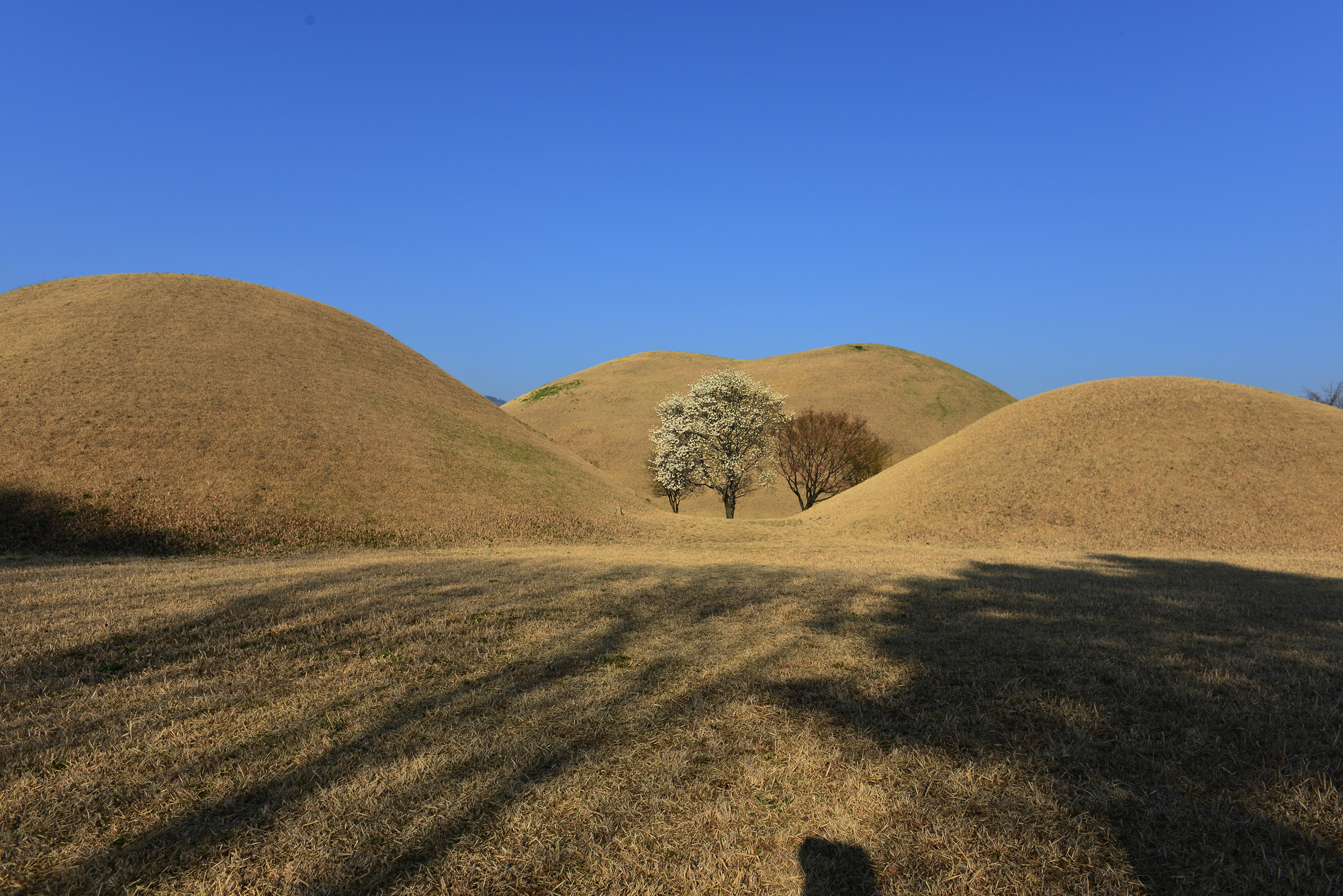
Погребения в Кёнджу.

В окрестностях города расположено множество гробниц правителей Силла. В большинстве случаев (особенно для монархов позднего периода) известно, кому именно принадлежит та или иная гробница. Однако существует много старых неидентифицированных гробниц. Поэтому большинство из них известно по названиям различных предметов, которые в них находили. Один из примеров — Гробница Небесного коня (Чхоллима).
Среди гробниц Кёнджу встречаются не только погребения ванов, к примеру, здесь расположена могила известного корейского воеводы Ким Юсина.
Знаменитая гробница, находящаяся в отдалении от основной массы захоронений — гробница вана Мунму, умершего в 681 году, который был похоронен в море, недалеко от побережья в Янбук-мёне. Мунму, первый ван Объединённого Силла, пожелал быть похороненным именно там, чтобы «после смерти стать драконом, охраняющим Силла с берега».

## Наследие поздних эпох
Хотя в эпоху Чосона Кёнджу уже не играл такой заметной роли, здесь находят множество ценных предметов этой эпохи. Хорошо сохранилось несколько совонов, частных конфуцианских школ. «Соак совон» расположен в центре города, а «Оксан совон» — в районе Анган-ып. В Кандон-мёне расположена народная деревня[уточнить], где представлена жизнь простых людей в период позднего Чосона.

## Конференции и фестивали
Ежегодно начиная с 1962 года в октябре проходит культурный фестиваль, посвящённый Силла, во время которого организовываются представления в честь культурного и исторического наследия древнего государства. Это один из самых главных южнокорейских фестивалей. В программу включены спортивные состязания, корейские народные игры и танцы, фольклорная музыка, литературные соревнования и буддийские религиозные церемонии. Также в городе проводятся апрельский марафон в честь цветения вишни, а в марте проходит фестиваль, посвящённый корейским национальным алкогольным напиткам и сладостям.

## Курорты и тематические парки
Район вокруг озера Помун в шести километрах от центра Кёнджу был превращён в курортную зону. Здесь, на западном берегу озера, был разбит тематический парк «Gyeongju World» («Мир Кёнджу́»). Там же расположены Галерея искусств Сонджэ и летний театр «Посум». Каждые 2-3 года в Экспо-парке, расположенном к югу от озера, проходит Международная культурная выставка. Здесь также расположено большое количество курортов и гостиниц.